# Funció signe d'interrogació

La funció signe d'interrogació de Minkowski.

La funció signe d'interrogació, definida per Minkowski l'any 1904, és una funció matemàtica amb diverses propietats fractals inusuals, denotada per ?(x). La funció signe d'interrogació assigna irracionals quadràtics (arrels d'equacions quadràtiques amb coeficients racionals) a nombres racionals a l'interval unitat [0,1]. L'aplicació usa els coeficients de l'expansió en forma de fracció contínua del nombre irracional, que els assigna a l'expansió binària del racional.

## Definició
Si {\displaystyle [a_{0};a_{1},a_{2},\ldots ]} és la representació contínua del nombre irracional x, aleshores:
{\displaystyle {\rm {?}}(x)=a_{0}+2\sum _{n=1}^{\infty }{\frac {(-1)^{n+1}}{2^{a_{1}+\cdots +a_{n}}}}}
D'on:
Si {\displaystyle [a_{0};a_{1},a_{2},\ldots ,a_{m}]} és la representació contínua d'un nombre racional x, aleshores:
{\displaystyle {\rm {?}}(x)=a_{0}+2\sum _{n=1}^{m}{\frac {(-1)^{n+1}}{2^{a_{1}+\cdots +a_{n}}}}}
Cal notar que si {\displaystyle a_{m}>1}, aleshores
{\displaystyle [a_{0};a_{1},a_{2},\ldots ,a_{m}-1,1]} també és una representació com a fracció contínua vàlida pel mateix nombre, però les dues expressions donen valors idèntics per a ?(x).

### Explicació intuïtiva
Considerem dues maneres diferents d'interpretar una cadena de bits que comenci per 0 com a nombre real a l'interval [0,1].
La primera manera d'interpretar la cadena és llegir-la com una expansió binària, després del primer zero. Així, per exemple, la cadena 001001001001001001001001... representa el nombre binari 0.010010010010..., és a dir, 2/7.
Una altra interpretació seria considerar la cadena com la fracció contínua [0;a1,a₂,...], on els enters ai és el nombre d'ocurrències de cada caràcter (run-length encoding). La mateixa cadena de l'exemple, 001001001001001001001001... aleshores correspon a [0;2,1,2,1,2,1,...] = (√3-1)/2. (dos zeros, un u, dos zeros, un u, dos zeros, ...). Si la cadena acaba en un nombre infinit d'ocurrències del mateix bit, s'ignora i es talla la representació; això es formalitza en la següent identitat: [0;a1,...,an,∞]=[0;a1,...,an+1/∞]=
[0;a1,...,an+0]=[0;a1,...,an].)
La funció signe d'interrogació en l'interval [0,1] es pot entendre l'assignació de la segona interpretació de la cadena a la primera interpretació de la mateixa cadena. En l'exemple considerat, es dona la igualtat:
{\displaystyle ?\left({\frac {{\sqrt {3}}-1}{2}}\right)={\frac {2}{7}}.}

### Definició recursiva per a arguments racionals
Per a nombres racionals en l'interval unitat, la funció també es pot definir recursivament; si
p/q i r/s són fraccions irreductibles tals que |ps − rq| = 1 (és a dir, si són elements adjacents d'una columna de la seqüència de Farey) aleshores
{\displaystyle ?\left({\frac {p+r}{q+s}}\right)={\frac {1}{2}}\left(?{\bigg (}{\frac {p}{q}}{\bigg )}+{}?{\bigg (}{\frac {r}{s}}{\bigg )}\right)}
Utilitzant els casos base:
{\displaystyle ?\left({\frac {0}{1}}\right)=0\quad {\mbox{ i }}\quad ?\left({\frac {1}{1}}\right)=1},
aleshores és possible computar ?(x) per a qualsevol racional x, començant per la seqüència de Farey d'ordre 2, després 3, etc.
Si {\displaystyle p_{n-1}/q_{n-1}} i {\displaystyle p_{n}/q_{n}} són dos convergents successives d'una fracció contínua, aleshores la matriu
{\displaystyle {\begin{pmatrix}p_{n-1}&p_{n}\\q_{n-1}&q_{n}\end{pmatrix}}}
té determinant ±1. Una matriu d'aquestes és un element del grup especial lineal {\displaystyle S^{*}L(2,Z)}, el grup de matrius d'ordre 2 amb determinant ±1.

## Exemples
- {\displaystyle ?\left(0\right)=0}
- {\displaystyle {\frac {1}{3}}=\left[0;2,1\right]} : {\displaystyle ?\left({\frac {1}{3}}\right)={\frac {1}{4}}}
- {\displaystyle {\frac {177}{233}}=\left[0;1,3,6,4,2\right]} : {\displaystyle ?\left({\frac {177}{233}}\right)={\frac {7193}{8192}}}
- {\displaystyle ?\left(1\right)=1}
- {\displaystyle {\sqrt {2}}=\left[1;2,2,\ldots \right]} : {\displaystyle ?\left({\sqrt {2}}\right)={\frac {7}{5}}}

## Propietats de?(x)
La funció signe d'interrogació és una funció monòtona estrictament creixent i contínua, però no absolutament contínua. La derivada no està definida pels nombres racionals, però, donat que els racionals són un conjunt de mesura zero, aquest fet no contradiu la continuïtat no-absoluta de la funció. En el sentit clàssic, no té una derivada ben definida sobre els irracionals; no obstant, hi ha diverses construccions possibles per a les mesura que, quan s'integren, donen la funció signe d'interrogació. Un exemple d'aquest tipus de construcció és la que s'obté mesurant la densitat dels nombres de Farey a la recta real. La mesura de la funció és l'exemple prototípic de les mesures multi-fractals.
La funció ?(x) envia nombres racionals a nombres racionals diàdics, és a dir, a aquells que tenen una representació binària finita, com es pot provar per inducció a partir de la construcció recursiva anterior. Envia irracionals quadràtics a nombres racionals no-diàdics.
És una funció imparella, i satisfà l'equació funcional: ?(x + 1) = ?(x) + 1.
Per tant, x→(?(x) − x) és funció imparella de període u. Si ?(x) és irracional, aleshores x és, un nombre algebraic de grau major que dos, o un nombre transcendent.
La funció signe d'interrogació és un cas especial de les corbes fractals conegudes com a corbes de Rham.

### Autosimetria
Visualment, la funció signe d'interrogació és clarament autosimilar. Es pot formar un monoide d'autosimilaritats pels operadors S i R, on S encongeix la funció a la meitat del seu valor, és a dir:
{\displaystyle [S?](x)=?\left({\frac {x}{x+1}}\right)={\frac {?(x)}{2}}}
i R, que és el reflex:
{\displaystyle [R?](x)=?(1-x)=1-?(x)\,.}
Les dues identitats es compleixen per tot {\displaystyle x\in [0,1]}. Es poden combinar repetidament, formant un monoide. Un element general del monoide és, per tant:
{\displaystyle S^{a_{1}}RS^{a_{2}}RS^{a_{3}}\cdots }
per {\displaystyle a_{1},a_{2},a_{3},\ldots } nombres naturals. Cadascun d'aquests elements descriu una autosimilaritat de la funció signe d'interrogació.
Aquest monoide s'anomena a vegades el monoide de duplicació de període; totes les corbes fractals tenen una autosimetria, descrita precisament per aquest monoide (les corbes corresponents a aquesta categoria reben el nom de corbes de Rham).
Cal notar també que els elements del monoide estan en correspondència amb els racionals, mitjançant la identificació de {\displaystyle a_{1},a_{2},a_{3},\ldots } amb la fracció contínua {\displaystyle [0;a_{1},a_{2},a_{3},\ldots ]}. Donat que ambdues:
{\displaystyle S:x\mapsto {\frac {x}{x+1}}}
{\displaystyle T:x\mapsto 1-x}
són transformacions de Möbius amb coeficients enters, el monoide pot ser considerat com un subconjunt del grup modular PSL(2,Z).

### Inversa
La funció ?(x) és invertible, i la funció inversa ha atret l'atenció de diversos matemàtics, en particular John Conway, que utilitza com a notació per representar la inversa ?−1(x) com una x amb una caixa dibuixada al voltant. Si en comptes d'aquesta notació (que per característiques tècniques, no es pot reproduir en aquest article), utilitzem la següent: □(x), podem computar la funció caixa de Conway com a la codificació de l'expansió binària de {\displaystyle (x-\lfloor x\rfloor )/2}, on {\displaystyle \lfloor x\rfloor } denota la funció d'arrodoniment per defecte. A la dreta del signe decimal, hi haurà n1 0's, seguits de n₂ 1's, després n₃ 0's, i així successivament.
Tenim: {\displaystyle n_{0}=\lfloor x\rfloor }. Aleshores,
{\displaystyle \Box (x)=[n_{0};n_{1},n_{2},n_{3},\ldots ],}
on el terme de la dreta és una fracció contínua.

## Algorisme
El fet que la funció pugui ser calculada recursivament genera de manera natural un algorisme de computació per calcular el resultat de la funció per qualsevol nombre real amb tanta precisió com es vulgui. L'exemple que es mostra a continuació mostra un exemple d'implementació de l'algorisme en llenguatge C:
```
/* Funció signe d'interrogació de Minkowski */

double
 
minkowski
(
double
 
x
)
 
{

 
long
 
p
=
x
;
 
if
 
((
double
)
p
>
x
)
 
--
p
;
 
/* Prenem p com la part entera de x */

 
long
 
q
=
1
,
 
r
=
p
+
1
,
 
s
=
1
,
 
m
,
 
n
;

 
double
 
d
=
1
,
 
y
=
p
;

 
if
 
(
x
<
(
double
)
p
||
(
p
<
0
)
^
(
r
<=
0
))
 
return
 
x
;
 
/* fora de rang ?(x) =~ x */

 
for
 
(;;)
 
/* invariants: q*r-p*s==1 && (double)p/q <= x && x < (double)r/s */

 
{

 
d
/=
2
;
 
if
 
(
y
+
d
==
y
)
 
break
;
 
/* S'ha assolit el màxim de precisió possible */

 
m
=
p
+
r
;
 
if
 
((
m
<
0
)
^
(
p
<
0
))
 
break
;
 
/* suma desbordada */

 
n
=
q
+
s
;
 
if
 
(
n
<
0
)
 
break
;
 
/* suma desbordada */

 
if
 
(
x
<
(
double
)
m
/
n
)
 
r
=
m
,
 
s
=
n
;

 
else
 
y
+=
d
,
 
p
=
m
,
 
q
=
n
;

 
}

 
return
 
y
+
d
;
 
/* Arrodoniment final */

}

```